# 눈사태

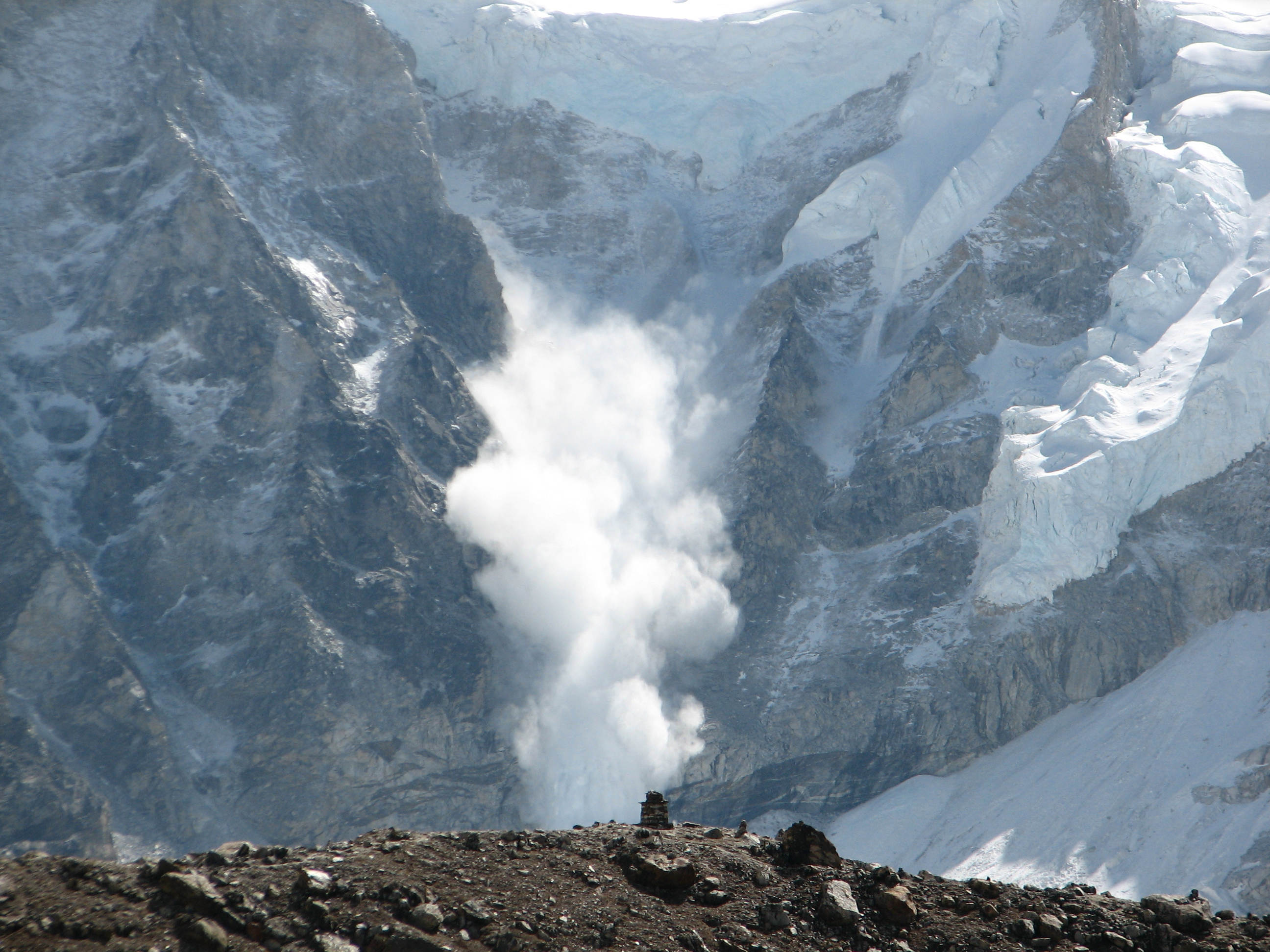
에베레스트산 근처의 히말라야에서 발생한 눈사태

눈사태(영어, 프랑스어: avalanche, 문화어: 눈고패) 또는 설붕(雪崩)은 눈 덮인 산에서 눈이 갑자기 쏟아지는 것이다.

## 원인
눈사태에는 여러 가지 원인이 있다. 낭떠러지에서 눈더미가 무거워져서 측면힘을 주게 되면 그 부분만 쏟아지는 눈사태가 일어난다. 작은 눈더미가 떨어지더라도 경사를 따라 내려오면서 점점 불어 큰 눈사태가 일어나기도 한다. 눈사태의 눈이 섞인 공기를 흡입하면 질식할 수도 있다.
- 판 눈사태(slab avalanche): 강력하면서도 얇은 층에 의한 판 눈사태는 눈사태중 90%를 이룬다. 경사면에 바람이 불면 눈이 다져진다. 판이 깨지게 되면 조각이 훨씬 빨리 이동하기 때문에 수백미터에 이르도록 급격하게 퍼지며, 폭도 수 미터나 된다.
- 습설 눈사태(wet snow avalanche) : 주로 늦은 겨울 무거운 습설이 내리면서 발생한다. 습설 눈사태는 상하층 눈의 무게 차이로 인해 발생한다.

## 같이 보기
- 화산이류
- 산사태
- 머드플로우
- 화산쇄설류